# آرژنتون (رودخانه)
آرژنتون (به انگلیسی: Argenton)، رودی به طول ۷۱ کیلومتر در ناحیه نوول-آکیتن واقع در غرب فرانسه است. این رود، ریزابه چپی از توئت است. سرچشمه آن کمون سیریرس (Cirières) است. مسیر آن از دپارتمان دو-سور عبور می‌کند. این رود عمدتاً در شمال شرق جاریست و از کمون‌های لوپان، نوویلزاوبیه، آرژانتون‌له‌ولی و آرژانتون لگلیز عبور کرده و به توئت در نزدیکی سان‌مارتن‌دی‌سونزه می‌ریزد.